# Szeméremszőrzet
A szeméremszőrzet, nemi szőrzet, intim szőrzet vagy fanszőrzet az elülső nemi szervek környékének, az ágyéknak és egyes esetekben a lábak belső oldalának tetején található szőrzet; ezek a területek alkotják a szeméremtájékot. Bár a szeméremtájékon gyerekkorban is találhatók piheszőrök (korai testszőrzet), a szeméremszőrzeten általában azt az erősebb, hosszabb, durvább terminális szőrzetet értik, ami a pubertás során, az androgének (férfiasító nemi hormonok) emelkedő szintjével fejlődik ki.

## Szerepe
Evolúcióbiológiai szempontból valószínű, hogy a szeméremszőrzet feladata a hónaljszőrzethez hasonló, tehát az ivarspecifikus testszagok párologtatása a nemi szervek, illetve a lágyék területén – ennek fontosabb szerepe lehetett az emberi törzsfejlődés korábbi szakaszában, ugyanúgy, mint a ma élő többi főemlős és egyéb emlősök esetében. Ezeknek a feromonoknak nevezett anyagoknak a párologtatása a párzásra való készséget jelezheti. Nem ismert, hogy az emberi párválasztásnál mekkora szerepet játszanak a feromonok, és hogy a szeméremszőrzetnek ebben van-e különösebb szerepe. A szeméremszőrzet kisebb mértékben védelmet nyújt a kórokozók, az idegen testek, valamint a túlzott meleggel vagy hideggel szemben. A hónaljszőrzethez és a szakállhoz hasonlóan másodlagos nemi jellegként is szolgál, ami az ivarérettségre utal.

## Kifejlődése
A szeméremszőrzet fejlődése a Tanner-féle beosztás szerint jellemezhető. A serdülés beállta előtt mind a fiúk, mind a lányok esetében a nemi szervek tájékát finom piheszőr borítja. A pubertás kezdetekor a test megkezdi, majd egyre növekvő ütemben termeli a nemi hormonokat (androgén hormonok); erre válaszként a szeméremtájékon a bőr vastagabb, durvább, gyakran göndörebb szőrzetet (durva szőr) kezd termelni, melynek növekedési üteme is nagyobb. A fanszőrzet megjelenésének időszakát pubarchének nevezik. Az egyes szőrtüszők esetében a változás viszonylag gyors, de az androgén szőrzetet növesztő bőrfelület növekedése az évek során fokozatosan megy végbe.

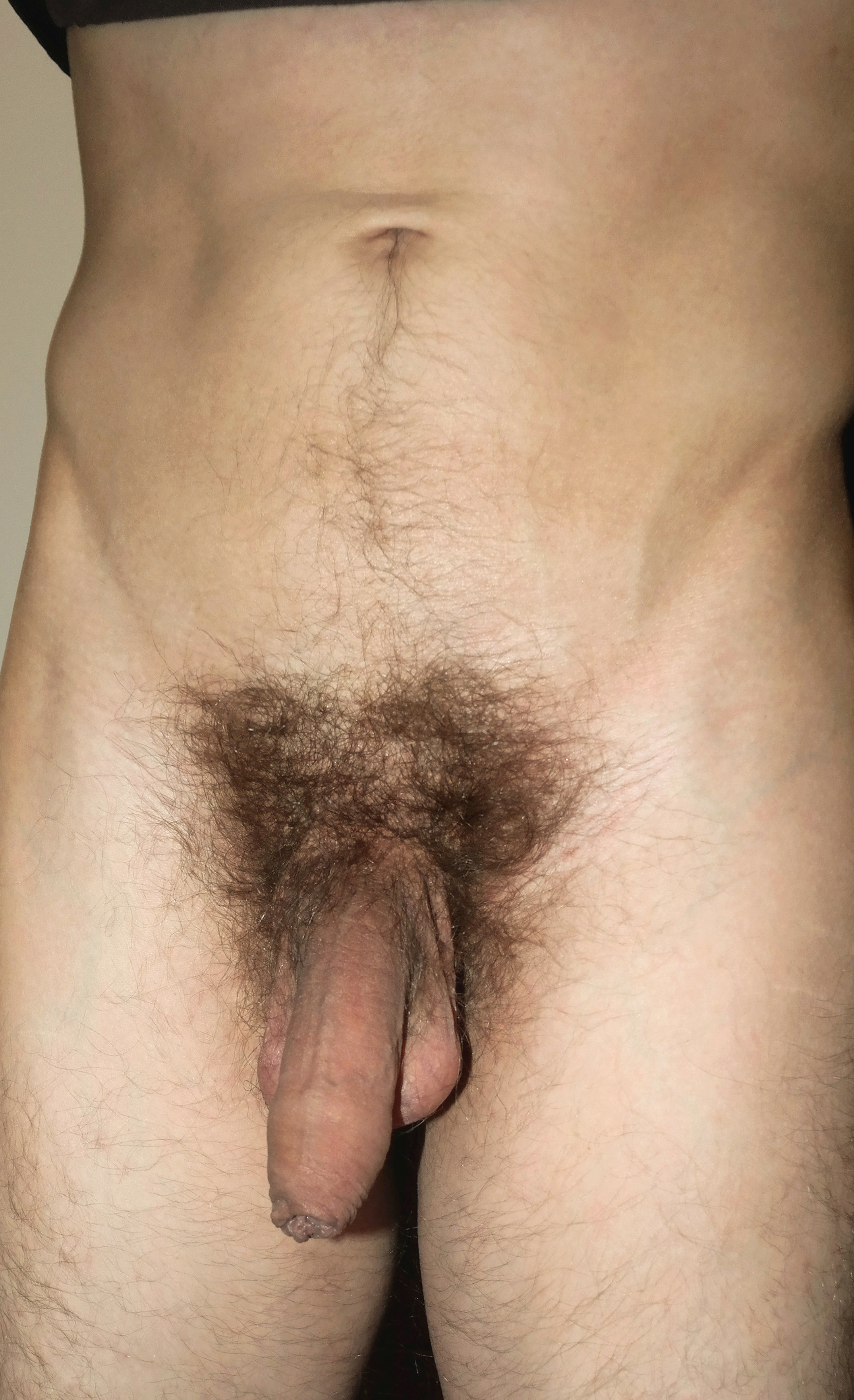
Felnőtt férfi szeméremszőrzet természetes állapotában

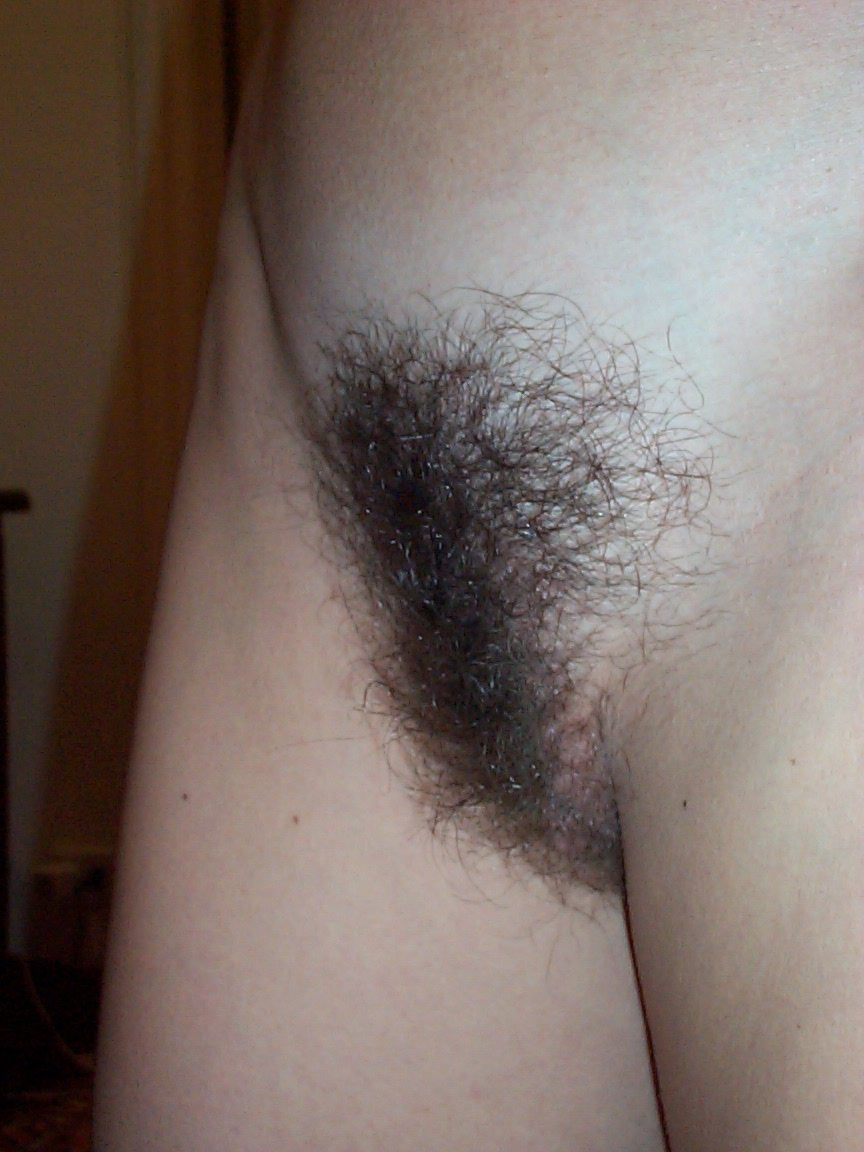
Felnőtt női szeméremszőrzet természetes állapotában

Férfiaknál a fanszőrzet először néhány ritkás szőrszál formájában jelenik meg a herezacskón vagy a hímvessző alapjának felső részén (2. stádium). A pénisz alapjánál található szőrök egy éven belül megsokasodnak (3. stádium). 3-4 év alatt a szőrzet befedi a nemi szervek környékét (4. stádium), erősebb és sötétebb lesz, az 5. évre kiterjed a combok felső részére és a hasra a köldök irányában (5. stádium).
Lányoknál pár szál enyhén pigmentált, finom szőrzet jelenik meg először (2. stádium). Eztán a szeméremdomb felé terjedő erősebb, göndörebb szőrzet alakul ki (3. stádium), majd a felnőtt típusú szőrzet, amely még nem terjed a comb irányába (4. stádium), végül a comb irányába is kiterjed (5. stádium).
A bőr más területei is érzékenyek az androgén hormonokra, bár kisebb mértékben; az androgén szőrzet később ezeken a helyeken is megjelenik vagy megjelenhet. Az androgénekre való érzékenység és a terminális szőrzet megjelenésének sorrendjében: hónaljak (axillae), a végbélnyílás környéke (perianális terület), a felső ajak, az oldalszakáll vonala (preaurikuláris terület), az emlőbimbó (periareoláris terület), a mellkas közepe, a nyak áll alatti része, a mellszőrzet maradéka és a szakáll területe, végtagok és vállak, hát és a fenék területe.
Bár a pubertás folyamatának része, a nemi szőrzet megjelenése, azaz a pubarche független a nemi érettség és a termékenység elérésének folyamatától. A fanszőrzet növekedése a mellékvese-eredetű androgénektől függ, és akkor is megjelenhet, ha a petefészkek, illetve a herék nem funkcionálisak.
Nincs jelentős különbség a férfi és női testek androgén hormonokra való szőrnövesztési válaszkészségében. A nyilvánvaló nemi dimorfizmus, a szőreloszlás különbsége férfiak és nők között elsősorban a nemi érés során az androgén hormonok különböző szintjéből adódik.
A szeméremszőrzet és a hónaljszőrzet színe eltérhet a haj színétől. A legtöbb esetben a szeméremszőrzet sötétebb, de lehet világosabb is. Leggyakrabban az egyén szemöldökének színéhez áll a legközelebb. Egyesek nemi szőrzete sűrű és/vagy durva; másoké ritkás és/vagy finomabb; ezek a variációk mindkét nemnél megtalálhatók. A szőrzet textúrája az erősen göndörtől a teljesen simáig terjedhet. A nemi szőrzet jellege a rasszal és az etnikai hovatartozással is változik.
A szeméremszőrzet eloszlása a két nem esetében eltérő. A legtöbb nőnél a szeméremszőrzet nagy része a szeméremdombon található és háromszögletű. Sok férfin a szeméremszőrzet foltja elvékonyodva felkúszik a köldökig (lásd hasi szőrzet). A hónaljszőrzethez hasonlóan a szeméremszőrzetet is a faggyúmirigyek megnőtt koncentrációja jellemzi.

## Kultúra

### Képzőművészet

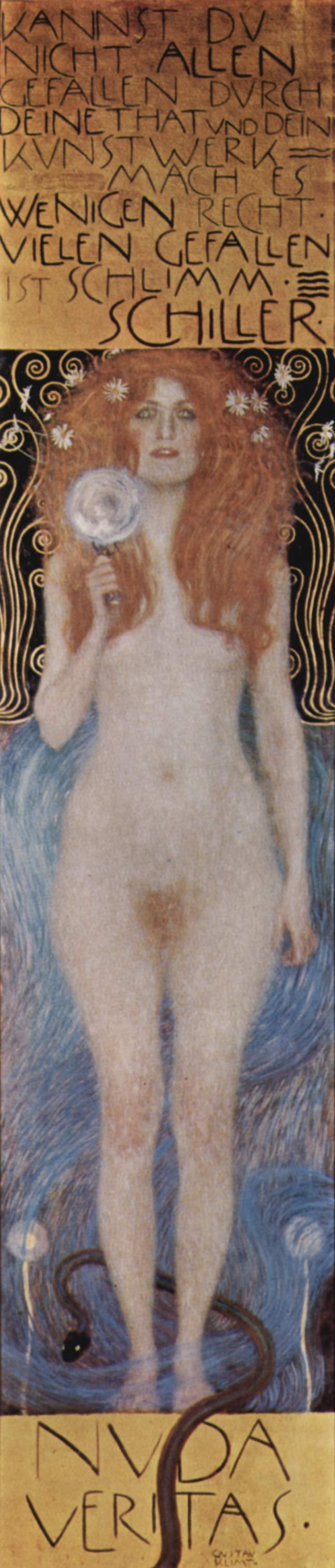
Gustav Klimt: Nuda Veritas

Az egyiptomi művészetben a női szeméremszőrzetet festett háromszögekkel jelezték. A középkori és a klasszikus európai művészetben nagyon ritkán került ábrázolásra, és a férfi nemi szőrzetet gyakran, de nem minden esetben, teljesen el is hagyták. Néha stilizáltan jelenítették meg, például a görög grafikákon is. Hasonló a helyzet a meztelen testek ábrázolásával India művészetében és a Kelet más kultúráiban is. A 16. században Michelangelo Dávid-szobrának stilizált nemi szőrzete volt, de a női testeket a haj kivételével szőrzet nélkül ábrázolták. Mindazonáltal Michelangelo a Sixtus-kápolna mennyezetfreskóján látható meztelen férfialakjai sem viselnek szőrzetet. Az észak-európai reneszánsz művészetben a szeméremszőrzet ábrázolása elterjedtebb volt, mint délen; inkább a férfialakoknál, de esetenként a nőknél is.
A 16. századra a női szeméremszőrzet jelzésszerűen megjelenik a pornográf metszeteken, mint pl. Agostino Carracci I Modi-jában. A késő 18. században a női szeméremszőrzetet teljesen nyíltan ábrázolják a japán sunga erotikus fametszeteken, különösen az ukijo-e zsánerképeken. Hokuszai A halász feleségének álma (蛸と海女) című, erotikus képzelgést ábrázoló képe ennek jól ismert példája.
A 20. század előtti képzőművészet nyugati hagyománya által készített festményein és szobrain a nőket általában szeméremszőrzet és látható vulva nélkül ábrázolták.
John Ruskin művészeti író, festő és esztéta életrajzírója, Mary Lutyens szerint Ruskin, aki nászéjszakája előtt nem látott meztelen nőt, teljesen hozzászokott a festményeken valószerűtlenül ábrázolt, szőrtelen meztelen testek látványához. Állítólag felesége, Effie szeméremszőrzetének felfedezése emiatt annyira sokkolta, hogy elutasította őt, és a házasságot később jogilag érvénytelenítették. Vélhetőleg úgy gondolta, hogy a felesége teste bizarr és deformált. A későbbi szerzők gyakran átvették Lutyens verzióját. Például Gene Weingarten 2004-es I'm with Stupid c. könyvében azt írja, „Ruskin érvénytelenítette [a házasságot], mivel elborzadt, látván menyasszonyán a durva, férfiéhoz hasonlatos szőrzetet. Azt gondolta, egy szörnyeteget lát.” Bizonyíték azonban nincs arra, hogy ez valóban megtörtént, és vannak, akik nem értenek egyet ezzel a verzióval. Peter Fuller Theoria: Art and the Absence of Grace c. könyvében így ír: „azt mondják, megijedt a nászéjszakáján a felesége szeméremszőrzetét látván; valószínűbb, hogy a menstruációs vér látványa kavarta fel”. Ruskin más életrajzírói, Tim Hilton és John Batchelor is úgy gondolják, hogy a menses lehet a valószínűbb magyarázat.
Hans Baldung 1517-es A halál és a lányka-festménye az elsők között utal a női szeméremszőrzetre.
Francisco Goyától A meztelen Maya (La Maja Desnuda) valószínűleg az első ismert európai festmény, ami a női szeméremszőrzetet mutatja, bár jelzésszerűen másoknál is megjelent. A festményt a maga korában meglehetősen pornográfnak tekintették.
Gustave Courbet A világ eredete (L’Origine du monde) című 1866-os festményét botrányosnak tartották, mivel a női nemi szerveket teljes valóságukban, sűrű szőrzettel ábrázolta. A férfi nemi szőrzet ábrázolására a kortárs művészetben nehezebb példákat találni.
Gustav Klimt 1899-ben készített Nuda Veritas című festménye a nyíltan ábrázolt vörös szeméremszőrzettel üzent hadat a bécsi közízlésnek.
A japán rajzokon, pl. a hentaiokban gyakran elhagyják a nemi szőrzet ábrázolását, mivel az sokáig tilos volt. A törvény azóta megváltozott.

### Társadalmi jelentősége
A 19. századi, viktoriánus Angliában szokás volt, hogy a szeretők nemi szőrzetét emlékként gyűjtötték. A göndör tincseket a férfiak kalapján kokárdaként is hordták, mint potencianövelő talizmánt, a szeretők pedig szerelmi zálogként csereberélték őket. A skóciai St. Andrews-i Egyetem múzeumi gyűjteményében található egy tubákos szelence, ami IV. György brit király valamelyik szeretőjének, talán Conyngham márkinének (Elizabeth Conyngham) a fanszőrzetével van tele; a szelencét a kicsapongásairól hírhedt uralkodó Fife szexklubjának, a The Beggar's Benisonnak adományozta.

Szeméremszőrzettől megfosztott női (balra) és férfi (jobbra) nemi szervek környéke.

## Alakítása
Egyes kultúrákban elterjedt a fanszőrzet nyírása vagy teljes eltávolítása. A muszlim társadalmakban például a nemi szőrzet eltávolítása vallásilag elfogadott gyakorlat a szunan al-fitra (az ember természetes, veleszületett tulajdonságainak megfelelő gyakorlat) értelmében. A szőr eltávolításának módja depiláció, ha csak a szőr bőrfelület fölé növő részét távolítják el vagy epiláció, ha a teljes szőrszálat eltávolítják. A szépségszalonokban különböző gyantázási szolgáltatások hozzáférhetők.
A szeméremszőrzetet nem szokás színezni vagy festeni, legfeljebb testfestéshez kapcsolódóan. Bár a szokásos hajfesték intim területeken való használata egészségügyileg aggályos, gyártanak kimondottan erre a célra festékeket, vagy azért, hogy a nemi szőrzet a festett haj színéhez illeszkedjen (ezt úgy is említik, hogy „a függönyhöz illő szőnyeg”, vagy „gallér és mandzsetta”), vagy tetszőleges más színben is.

### Érvek az eltávolítás mellett
Több oka lehet a szemérszőrzet teljes vagy részleges eltávolításának (borotválásának, gyantázásának), például:
| - Divat - Személyes higiénia - Vallás | - Szexuális okok – az orális szexnél zavaró lehet - Hagyomány |

### Stílus

Női fazonok (a szabad stílus csak egyetlen példa, rengeteg lehetőség létezik)

A szeméremszőrzet fazonírozása vagy éppen meghagyása valakinek az ízlésével vagy személyes életstílusával kapcsolatos kijelentésként is értelmezhető. Mary Quant világhírű divattervező a híradások szerint különösen büszke volt, mikor a férje szív alakúra nyírta neki.
Néhány említésre méltó fazon:
természetes, bozót
nincs nyírás és így nincs is gond vele.
Nyírt
a szőr rövidebbre van nyírva, de nincs leszedve vagy formára vágva; a combok belső része esetleg borotvált
Háromszög ▼
A szőrt oldalról eltávolítják (általában gyantázzák), hogy háromszöget alkosson, és így a szeméremszőrzet ne látsszon fürdőruha viselésekor. Mértéke a „bikinivonaltól” a minden oldalról 2-3 cm eltávolításáig terjed. A megmaradt szőrzet hosszúsága 1-3,5 cm.
Leszállópálya-fazon, Hitler-bajusz ❘ ❙ ❚
a szőrt oldalról eltávolítják oly módon, hogy élesen kirajzolódjon egy középre igazított, függőleges téglalap, a szőr hosszúsága kb. fél centi
Brazil vonal vagy brazil csík
A szőrt csaknem teljesen eltávolítják, csak egy nagyon keskeny, középre igazított, centiméteresnél rövidebb csík marad a vulva felett 3-4 cm hosszan.
Kopasz, pucér, teljes csupaszság, full brazil, Barbie-stílus, kaliforniai stílus
a szeméremszőrzet teljes eltávolítása
V-alak
A háromszög alak variációja, de a háromszög belseje eltávolítva; néha meghagyják a háromszög alapját: \/▽.
Szív ♥, néha káró ♦, pikk ♠, treff ♣
A szív alak a háromszög variációja, ahol a felső részt félkörívekkel határolják. A káró alaknál a háromszög alapja helyett felfelé mutató háromszöget formálnak.
Nyíl ⇩
a leszállópálya (fent) és a háromszög (lent) variációja, egyéb irányokba is mutathat.
Piramis ▲
Felfelé mutató háromszög, a név a piramis keresztmetszeti képére vagy sziluettjére utal.
Szabad stílusú, freestyle (villám ↯, csillag és egyéb szimbólumok, betűk)
Ezek általában a Barbie-stílus variációi, ahol az egyéni designt a teljesen csupasz vulva fölött alakítják ki. Számos sablon hozzáférhető a kereskedelemben. Egy provokatív Gucci-reklámban „G” alakra vágott női szeméremszőrzet szerepelt.
Festett vagy színezett szőr
A hajjal megegyező színű festés vagy épp egyedi szín választása (pl. piros – a szív alakú fazonhoz).
„póthaj”, szeméremparóka

## Etimológia
A magyar nyelv történeti-etimológiai szótára szerint a „fan” szó még finnugor származású, eredetileg „szőr” jelentéssel; a finnugor alapszóalak a „puna” lehetett.

## Fordítás
- Ez a szócikk részben vagy egészben a Pubic hair című angol Wikipédia-szócikk ezen változatának fordításán alapul.  Az eredeti cikk szerkesztőit annak laptörténete sorolja fel. Ez a jelzés csupán a megfogalmazás eredetét és a szerzői jogokat jelzi, nem szolgál a cikkben szereplő információk forrásmegjelöléseként.